# ابن رجب الحنبلي
الإمام الحافظ العلامة زين الدين عبد الرحمن بن أحمد بن عبد الرحمن بن الحسن بن محمد بن أبي البركات مسعود السلامي البغدادي الدمشقي الحنبلي أبو الفرج الشهير بابن رجب، (736- 795 هـ) عالم دين مسلم ومحدث وفقيه حنبلي.

## مولده وتعليمه
ولد سنة 736 هـ في بغداد من عائلة علمية عريقة في العلم والإمامة في الدين، ثم قدم إلى دمشق من بغداد وهو صغير سنة 744 هـ، وأجازه ابن النقيب، وسمع بمكة على الفخر عثمان بن يوسف واشتغل بسماع الحديث باعتناء والده وحدث عن محمد بن الخباز وإبراهيم ابن داود العطار وأبي الحرم محمد بن القلانسي وسمع بمصر من صدر الدين أبي الفتح الميدومي ومن جماعة من أصحاب ابن البخاري، فأتيح له تحصيل العلم على اكابر أهل عصره في العلم ونبغ فيه وعلا شأنه في علم الحديث وبلغ درجة الإمامة في فنونه، بل في اعماقها وأجلها، وهو علم الاسناد وفي العلل، حتى قصده طلاب العلم، واما في الفقه فقد برع فيه حتى صار من أعلام المذهب الحنبلي، ويشهد في ذلك كتاب (القواعد الفقهية).

## شيوخه
- الإمام ابن القيم.
- ابن عبد الهادي.
- ابن العطار.
- محمد بن محمد القلانسي.
- ومحمد بن إسماعيل الخباز.
- أبو الفتح محمد بن إبراهيم الميدومي.[2]

## ثناء العلماء عليه
قال عنه ابن حجر العسقلاني في أنباء الغمر: «ومهر في فنون الحديث أسماء ورجالا وعللا وطرقا، واطلاعا على معانيه».
وقال ابن العماد الحنبلي: «كانت مجالس تذكيره للقلوب صادعة، وللناس عامة مباركة نافعة، اجتمعت الفرق عليه، ومالت القلوب بالمحبة إليه، وله صفات مفيدة، ومؤلفات عديدة».
وقال عنه ابن المِبْرَد: «كان -رحمه الله تعالى- إماما ورعا زاهدا مالت القلوب بالمحبة إليه وأجمعت الفرق عليه كانت مجالس تذكيره الناس عامة نافعة وللقلوب صادِعة»

## تلاميذه
الإمام الزركشي، ابن اللحام.

## مؤلفاته
1. جامع العلوم والحكم. (مطبوع بتحقيق الشيخ ماهر ياسين الفحل)
2. تفسير سورة الإخلاص.
3. تفسير سورة النصر.
4. شرح علل الترمذي. (مطبوع بتحقيق الشيخ ماهر ياسين الفحل)
5. أهوال القبور.
6. فتح الباري شرح صحيح البخاري. (غير مكتمل)
7. فضل علم السلف علي علم الخلف.
8. لطائف المعارف فيما لمواسم العام من الوظائف.
9. الفرق بين النصيحة والتعيير.
10. ذم المال والجاه.
11. نزهة الأسماع في مسألة السماع.
12. التخويف من النار.
13. ذيل طبقات الحنابلة.
14. اختيار الأولى في شرح حديث اختصام الملأ الأعلى.
15. القواعد الفقهية.
16. كشف الكربة في وصف أهل الغربة.
17. الحكم الجديرة بالإذاعة.
18. مجموع رسائل ابن رجب (جمعها بعض المحققين)

## وفاته
توفي في شهر رجب أو في شهر رمضان سنة 795 هـ بدمشق، ودفن بمقبرة الباب الصغير جوار قبر الشيخ ابي الفرج عبد الواحد بن محمد الشيرازي ثم المقدسي المتوفى سنة 486 هـ كما في الشذرات، والشيرازي هو الذي نشر المذهب الحنبلي بين الدمشقيين.